# Providence-Atoll
Das Providence-Atoll ist ein Atoll im Indischen Ozean, welches zu den sogenannten Outer Islands der Republik der Seychellen gehört. Es ist das größere der beiden zur Farquhar-Gruppe gehörenden Atolle und liegt etwa 710 km südwestlich von Mahé, der Hauptinsel der Seychellen. 

## Geographie
Das Providence-Atoll erstreckt sich in Nord-Süd-Richtung über mehr als 30 km und ist in Ost-West-Richtung bis zu 10 km breit. Die Landfläche des Atolls allein beträgt 1,5 km², die Fläche inklusive der Lagune hingegen etwa 200 km². Es gibt keine natürlichen Süßwasserquellen. Zum Atoll gehören neben einigen Sandbänken zwei Inseln, die sich nur wenige Meter über die Meeresoberfläche erheben:
- Providence Island im äußersten Norden des Atolls (bei 9° 13′ 25″ S, 51° 1′ 53″ O) ist 4 km lang und bis zu 400 m breit, mit einer Fläche von gut einem Quadratkilometer. Im Süden der Insel befindet sich eine kleine Siedlung mit nur sechs Bewohnern.[1]
- Cerf Island im äußersten Süden des Atolls bei 9° 31′ 19″ S, 50° 59′ 2″ O ist ebenfalls etwa 4 km lang und bis zu 500 m breit, erreicht an der schmalsten Stelle jedoch nur eine Breite von 50 Metern. Die Fläche beträgt einen halben Quadratkilometer. Die Insel ist unbewohnt.

Etwa 30 km westlich von Providence Island liegt die ebenfalls zur Farquhar-Gruppe gehörende Insel Saint-Pierre.